# ラストゲーム
『ラストゲーム』（原題: He Got Game）は、監督、製作、脚本スパイク・リー、主演にデンゼル・ワシントンを迎えた1998年製作・公開のバスケットボールを題材としたアメリカ合衆国の映画。共同製作はジョン・キリク。共演者はバスケットボール選手のレイ・アレン、ミラ・ジョヴォヴィッチら。

## 概要
バスケットボールの熱狂的なファンであるスパイク・リーが、断絶した父と子の絆の修復を絡めつつ、将来を嘱望された有望な選手達を取り巻く環境や問題をストレートに赤裸々かつ鋭く突いた映画。この映画では特に、順風満帆な未来を約束されている黒人選手達がどれ程の困難に直面するのかが描かれている。

## あらすじ
リンカーン高校に通うジーザス・シャトルズワース（レイ・アレン）はここ最近イライラとする毎日を送っていた。彼は全米で一番のバスケットボール有望選手として将来を嘱望されていたのだが、学校の廊下を歩いても道を歩いても、誰もかれもが「大学は決めたのか」「NBAに入るのか」と訊いてくるからだった。ジーザス自身は一人でじっくりと考えたいと思っているのに、妹のメアリー（ゼルダ・ハリス）と2人で暮らすアパートにまで大学やNBAから勧誘の電話がかかってくる。彼自身だけではなく妹もその勧誘電話に辟易していた。
そんな折、6年前に母を殺した罪で服役中の父ジェイク・シャトルズワース（デンゼル・ワシントン）が突如戻ってきた。妹のメアリーには「知らない人間を家に入れるなと言っただろう」と怒鳴りつけ父を追い返し、少し前まで一緒に暮らしていた伯母夫婦（母の姉夫婦）を訪ね、従兄のコールマン・'ブッカー'・サイクス（ヒル・ハーパー）にメアリーを預けて伯母夫婦に「親父の奴がいきなり戻ってきた。何か聞いていないのか」と訊ねるが当然2人は何も知らず、義理の伯父（母の姉の夫）は「『ショーシャンクの空に』や『逃亡者』のように脱獄してきたのさ」と断じた。実はジェイクはアッティカ刑務所の所長から裏取引を持ち掛けられていたのだ。パーネル州知事はビッグ・ステート大学の卒業生で、今も母校のOBとして活躍しているのだが、ジーザスがビッグ・ステート大の奨学生になればジェイクの15年の刑期を大幅に短縮する、という内容だった。
ジーザスの恋人ララ・ボニーラ（ロザリオ・ドーソン）は違法だと知っていながら家族ぐるみで付き合いのあるスポーツエージェントに会うように勧め、高校を休んで大学見学に訪れれば女子学生2人がジーザスをベッドに誘い、義理の伯父は「今まで育ててやった恩を金で返せ」と金の無心をする。大学かNBAを決める前に精神が参りそうな状況の中、少しずつジーザスは父と母と一緒に暮らした日々を思い出していった。

## キャスト
| 役名                             | 俳優                             | 日本語吹替   |
| -------------------------------- | -------------------------------- | ------------ |
| ジェイク・シャトルズワース       | デンゼル・ワシントン             | 大塚明夫     |
| ジーザス・シャトルズワース       | レイ・アレン                     | 大黒和広     |
| ダコタ・バーンズ                 | ミラ・ジョヴォヴィッチ           | 松本梨香     |
| ララ・ボニラ                     | ロザリオ・ドーソン               | 茂呂田かおる |
| コールマン・"ブーガー"・サイクス | ヒル・ハーパー                   | 山岸功       |
| ワイアット刑務所長               | ネッド・ビーティ                 | 藤本譲       |
| スパイヴィー                     | ジム・ブラウン                   | 斎藤志郎     |
| ビリー・サンデー                 | ジョン・タトゥーロ               | 金子由之     |
| メアリー・シャトルズワース       | ゼルダ・ハリス                   | 坂本真綾     |
| マーサ・シャトルズワース         | ロネット・マッキー               | 叶木翔子     |
| クラドップ                       | ジョセフ・ライル・テイラー       | 森田順平     |
| ババ                             | ビル・ナン                       | 辻つとむ     |
| サリー                           | ミシェル・シェイ                 | 鈴木紀子     |
| スイートネス                     | トーマス・ジェファーソン・バード | 檀臣幸       |
| ビッグタイム・ウィリー           | ロジャー・グーンヴァー・スミス   | 松本大       |
| シンコッタ                       | アーサー・J・ナスカレラ          | 伊藤和晃     |
| シップ                           | トラヴィス・ベスト               | 加瀬康之     |
| マンス                           | ウォルター・マッカーティー       | 遠藤純一     |
| ロニー                           | ジョン・ウォレス                 | 平川大輔     |
| チック・ディーガン               | リック・フォックス               | 坪井智浩     |
| ドン・パグノッティー             | アル・パラゴニア                 | 青山穣       |
| ディアンドレ・マッケイ           | レナード・ロバーツ               | 清水敏孝     |
| ジーザス（12歳時）               | ジェイド・ヨーカー               | 田野恵       |
| ブーガー（12歳時）               | ショーティー・レッド             | 村井かずさ   |
| 看守                             | ソウル・ステイン                 | 稲葉実       |

- バスケットボールコーチ（本人役）：ディーン・スミス、ルート・オルソン、ジョン・チェイニー、ジョン・トンプソン、ロイ・ウィリアムズ、ノラン・リチャードソン、デニー・クラム、トム・デイヴィス、クレム・ハスキンス、ジョージ・カール、ジム・ベーハイム、リック・ピティーノ、ボビー・クレミンス、ディック・ヴィターレ、ビル・ウォルトン
- バスケットボール選手（本人役）：シャキール・オニール、レジー・ミラー、チャールズ・バークレー、スコッティ・ピッペン、マイケル・ジョーダン

## 余談
作中、ジーザス・シャトルスワース（レイ・アレン）が学校を休んで大学見学に赴くシーンがあるが、これは主演のデンゼル・ワシントンが子供の頃行きたかった大学で、それに対するスパイク・リー流のオマージュである。